# ألان بيريز
ألان بيريز (بالإسبانية: Alan Pérez)‏ هو لاعب كرة قدم أرجنتيني، ولد في 20 أبريل 1991 في لوماس دي ثامورا في الأرجنتين. لعب مع ديبورتيس ماجالانز.

## وصلات خارجية
- ألان بيريز على موقع قاعدة بيانات كرة القدم.إي يو (الإنجليزية)
- ألان بيريز على موقع Soccerway.com (الإنجليزية)
- ألان بيريز على موقع AS.com (الإسبانية)